# 20th Avenue (linea BMT West End)
20th Avenue (IPA: [ˈtwɛntiəθ ˈævəˌnu]) è una fermata della metropolitana di New York situata sulla linea BMT West End. Nel 2019 è stata utilizzata da 1 578 971 passeggeri. È servita dalla linea D, attiva 24 ore su 24.

## Storia
La stazione venne aperta il 29 luglio 1916, come parte del prolungamento della linea BMT West End compreso tra le stazioni di 18th Avenue e  25th Avenue. Nel 2012 la stazione fu sottoposta a lavori di ristrutturazione grazie ai finanziamenti dell'American Recovery and Reinvestment Act.

## Strutture e impianti
La stazione è posta su un viadotto al di sopra di 86th Street, ha due banchine laterali e tre binari, dei quali solo i due esterni sono utilizzati regolarmente. Il mezzanino è posto sotto il piano binari e ospita le scale per le banchine, i tornelli e le quattro scale per il piano stradale che portano presso l'incrocio con 20th Avenue.

## Interscambi
La stazione è servita da alcune autolinee gestite da NYCT Bus.
- Fermata autobus